# 印章彫刻技能士
印章彫刻技能士（いんしょうちょうこくぎのうし）とは、国家資格である技能検定制度の一種で、都道府県知事（問題作成等は中央職業能力開発協会、試験の実施等は都道府県職業能力開発協会）が実施する、印章彫刻に関する学科及び実技試験に合格した者をいう。
なお職業能力開発促進法により、印章彫刻技能士資格を持っていないものが印章彫刻技能士と称することは禁じられている。

## 区分
印章彫刻の中で木口彫刻作業、ゴム印彫刻作業に分かれる。

## 級別
木口彫刻作業、ゴム印彫刻作業ともに1級、2級の別がある。

## 実技作業試験内容

### 印章彫刻(木口彫刻作業)
- 1級

1. 柘(つげ)材による16字の役職印を彫刻する。
2. 判下揮毫を行う。

試験時間＝5時間30分
- 2級：柘(つげ)材による9字の社印を彫刻する。

試験時間＝5時間

### 印章彫刻(ゴム印彫刻作業)
- 1級
- 2級

## 著名な資格保有者
- 雨宮天祥[要出典]